# رجم

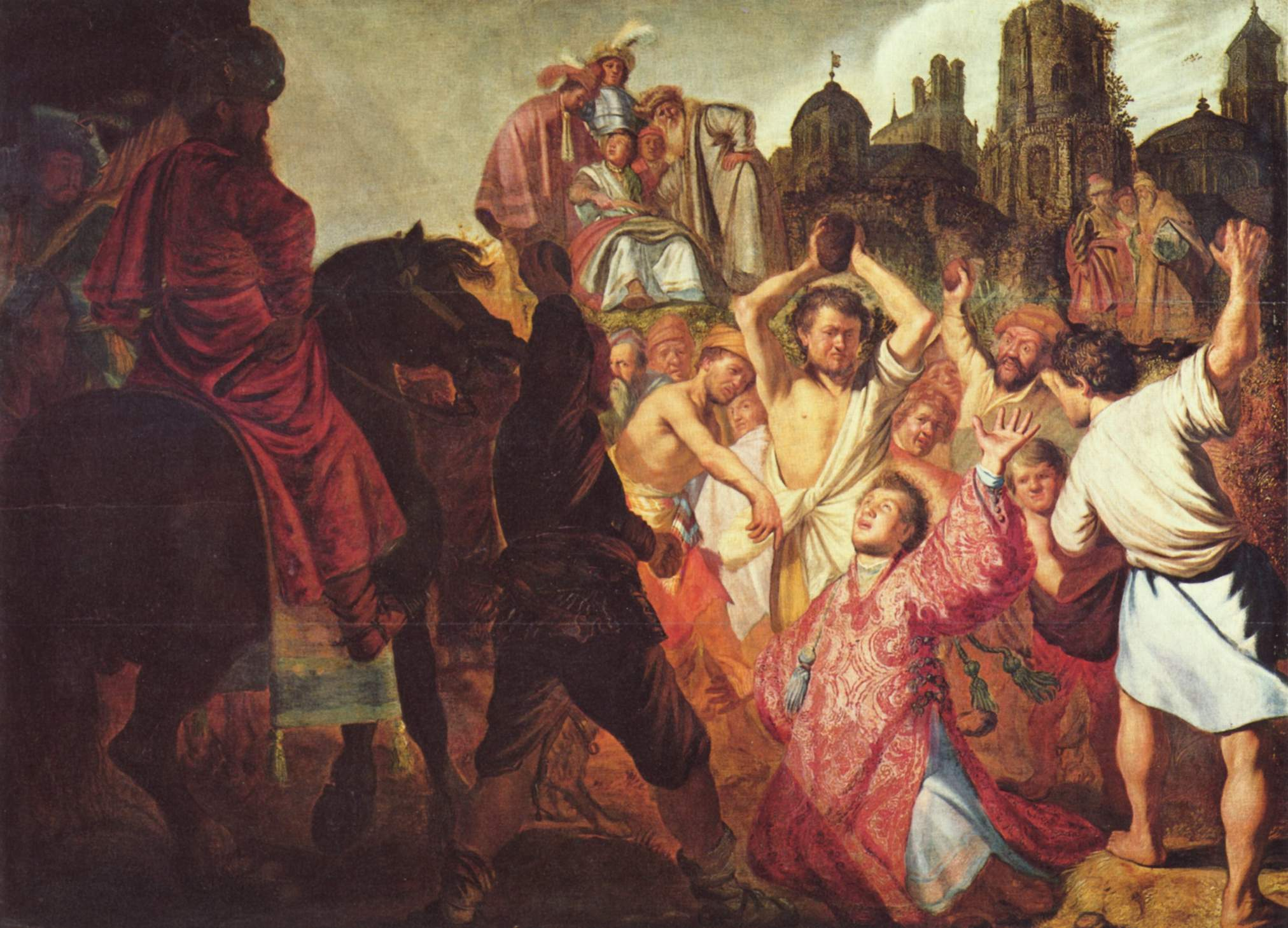
لوحة من القرن السادس عشر للفنان الهولندي رامبرانت تصور عملية رجم القديس ستيفان

الرجم هي عقوبة الرمي بالحجارة حتى الموت حيث كانت هذه العقوبة شائعة في اليونان القديمة كما أنها موجودة في العديد من الديانات مثل: اليهودية، والإسلام.

## الإسلام
حد الرجم في الإسلام هو أحد الحدود الثابتة في الشرع الإسلامي، وهو رجم الزاني المحصن، رجلا كان أو امرأة، ولا يقام الحد إلا عند الحاكم الشرعي فهو وحده المخول بتنفيذ الأحكام، وذلك بعد الرفع إليه، وثبوت زنا شخص محصن، (أي: بعقد زواج صحيح)، بالإقرار أو البينة وهي شهادة أربعة شهود عدول يشهدون بتحقق معاينة حدوث الزنا بإدخال آلة الذكر في قبل امرأة، مع كون المشهود عليه بالغا عاقلا حرا مختارا، وفق شروط محددة لذلك. وحد الرجم ثابت بأدلة مستفيضة من السنة النبوية وهي المصدر الثاني للتشريع، وبالإجماع، وطبق الحد في العصر النبوي وفي عصر الخلفاء، وهو حكم ثابت باتفاق أهل السنة والجماعة، وعند الشيعة والفرق الأخرى، ولم ينكر حد الرجم إلا الخوارج وخصوصا الأزارقة منهم، ومن وافقهم في ذلك من المعتزلة، بسبب إنكارهم للسنة النبوية. وفي حد الرجم زجر ومنع من الاستهانة بحدود الله، فالزنا حرام باتفاق المسلمين، ويعد انتهاكا للحقوق الأسرية، واعتداء على العرض والنسب، لما يلحق الزنا من الذم في المجتمع، والخطأ في حق ولد الزنا، حيث تتراكم عليه المشاكل التي هي نتيجة خطأ والديه.
ودلت على ثبوت حد الرجم نصوص كثيرة مستفيضة من السنة النبوية، فقد ورد في الحديث النبوي «أن رجلا من أسلم أتى النبي صلى الله عليه وسلم وهو في المسجد فقال : أنه قد زنى، فأعرض عنه، فتنحى لشقه الذي أعرض، فشهد على نفسه أربع شهادات، فدعاه فقال : (هل بك جنون، هل أحصنت). قال : نعم، فأمر أن يرجم بالمصلى، فلما إذلقته الحجارة جمز حتى أدرك بالحرة فقتل» رواه البخاري. فهو أحد أحكام الحدود الثابتة في الشرع على الزاني المحصن، وهو ثابت بإجماع الصحابة ومن بعدهم. وهو مذهب جمهور الفقهاء والمحدثين. ورد في شرح صحيح مسلم أن الخوارج وبعض من وافقهم أنكروا حد الرجم. وجاء في شرح صحيح البخاري أن الخوارج وبعض المعتزلة أنكروا حد الرجم بحجة أنه لا يوجد في القرآن ما يدل على الرجم، ومن لازم هذا أنهم لم يحتجوا بالأحاديث النبوية، ولا بأقوال الصحابة.
المحلى بالآثار